# Michael Konsel
Michael Konsel est un footballeur autrichien né le 6 mars 1962 à Vienne, qui évoluait au poste de gardien de but au Rapid Vienne et en équipe d'Autriche.

## Biographie
Il a participé à la Coupe du monde 1990 et à la Coupe du monde 1998 avec l'équipe d'Autriche. Il a été sélectionné à 43 reprises en équipe nationale.
Il a remporté trois titres de champion d'Autriche et trois Coupes d'Autriche. Il a été finaliste de la Coupe des coupes à deux reprises avec le Rapid Vienne, club où il a passé la majeure partie de sa carrière.

## Carrière de joueur
- 1984-1985 : First Vienna  Autriche
- 1984-1997 : Rapid Vienne  Autriche
- 1997-1999 : AS Rome  Italie
- 1999-2000 : AC Venise  Italie

## Palmarès

### En club
- Champion d'Autriche en 1987, en 1988 et en 1996 avec le Rapid Vienne
- Vainqueur de la Coupe d'Autriche en 1985, en 1987 et en 1995 avec le Rapid Vienne
- Vainqueur de la Supercoupe d'Autriche en 1986, en 1987 et en 1988 avec le Rapid Vienne
- Finaliste de la Coupe d'Europe des vainqueurs de coupe en 1985 et en 1996 avec le Rapid Vienne

### EnÉquipe d'Autriche
- 43 sélections entre 1985 et 1998
- Participation à la Coupe du Monde en 1990 (Premier Tour) et en 1998 (Premier Tour)

### Distinctions individuelles
- Élu meilleur jeune joueur du championnat autrichien en 1985
- Élu meilleur joueur de l'année du championnat autrichien en 1995 et en 1996
- Élu meilleur gardien du championnat autrichien en 1988, en 1995, en 1996 et en 1997
- Élu meilleur gardien de Serie A en 1998
- Élu dans l'équipe-type du siècle du Rapid Vienne en 1999
- Élu dans l'équipe-type de tous les temps de AS Roma en 1998